# 伊勢川口駅
伊勢川口駅（いせかわぐちえき）は、三重県津市白山町川口にある、東海旅客鉄道（JR東海）名松線の駅である。

## 歴史
- 1925年（大正14年）11月27日：中勢鉄道の駅として開設[1]。
- 1931年（昭和6年）9月11日：鉄道省名松線井関駅 - 家城駅間開通時に同線の駅が開設[2]。一般駅。
- 1943年（昭和18年）2月1日：中勢鉄道廃止。
- 1965年（昭和40年）10月1日：貨物・荷物扱い廃止[1]。
- 1987年（昭和62年）4月1日：国鉄分割民営化に伴い、JR東海の駅となる[1][2]。
- 2015年（平成27年）12月：駅舎解体[3]。
- 2016年（平成28年）3月：待合所新設[3]。

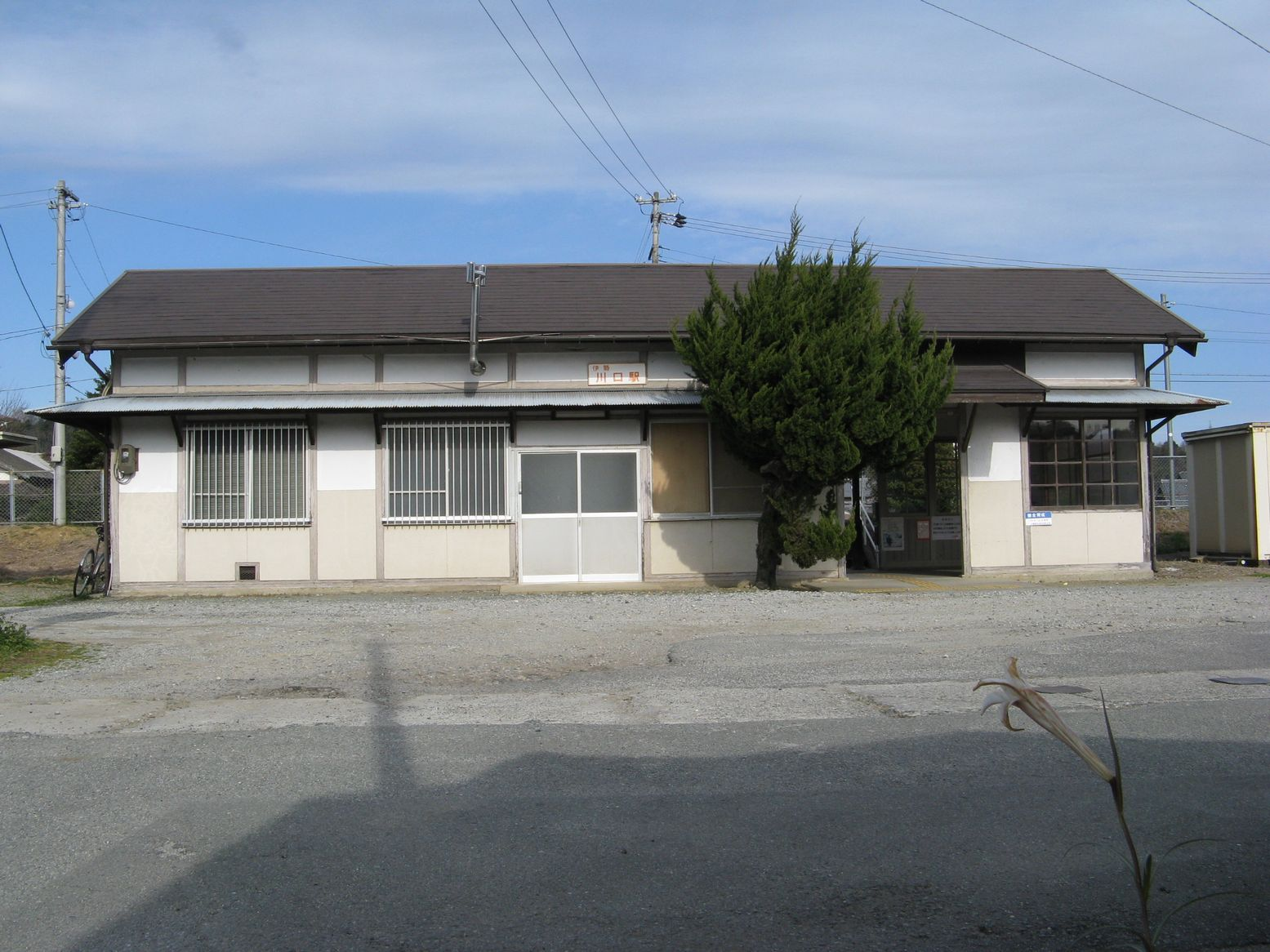
旧駅舎（2008年）

## 駅構造
単式ホーム1面1線を有する地上駅。かつて存在した交換設備の痕跡が残る。
松阪駅管理の無人駅。
当駅は以前久居駅から延びていた中勢鉄道と言う私鉄と接続しており、一帯の交通要衝となっていた。そのため、以前あった旧駅舎は家城駅や伊勢奥津駅（旧駅舎）等より大きいものだった。1931年（昭和6年）築の旧駅舎は解体され、2016年（平成28年）にホーム上に待合所が整備された。

当駅には保線車両用側線があるが、これは名松線唯一の現役側線である。

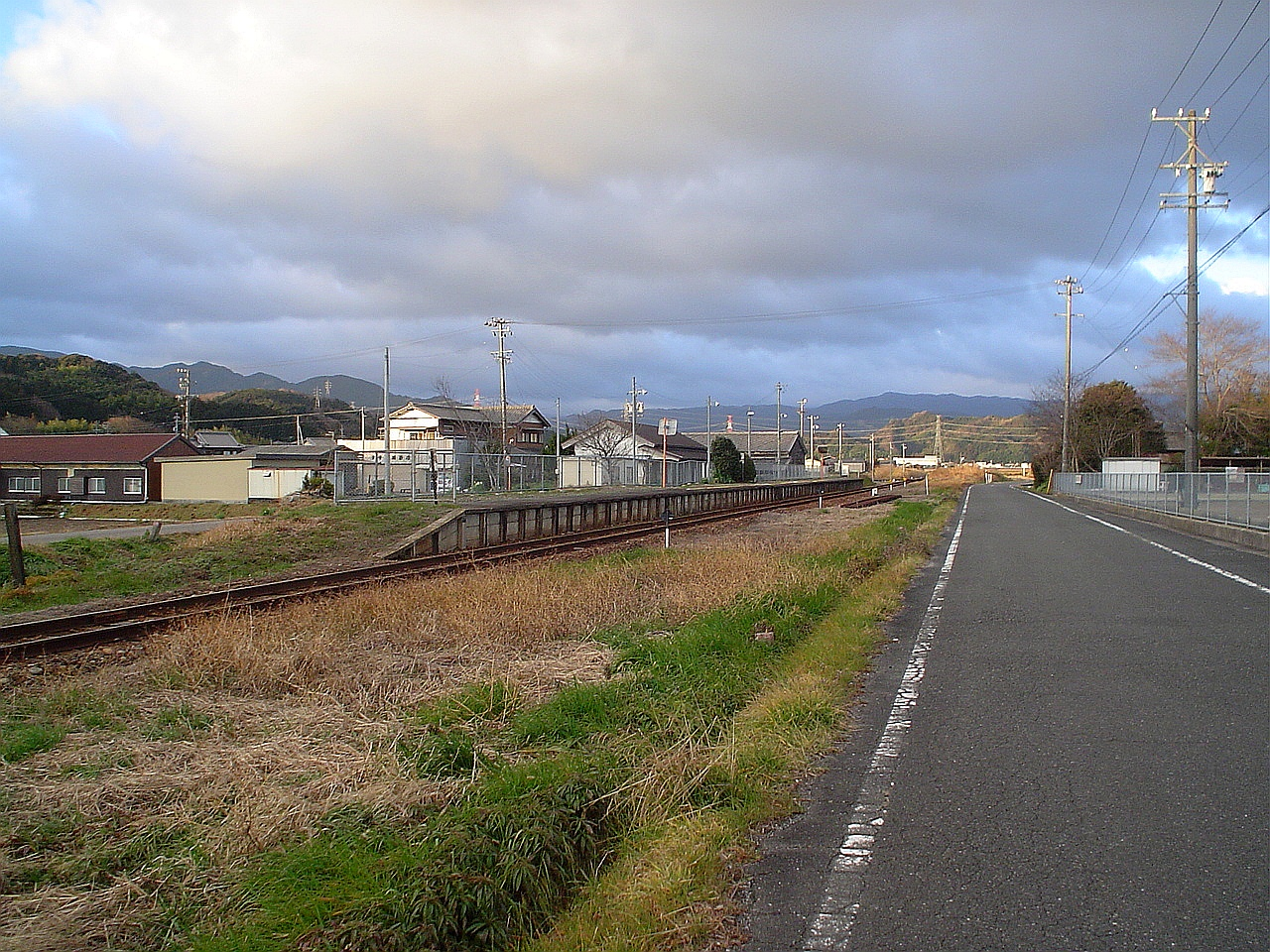
ホーム全景（2009年2月）
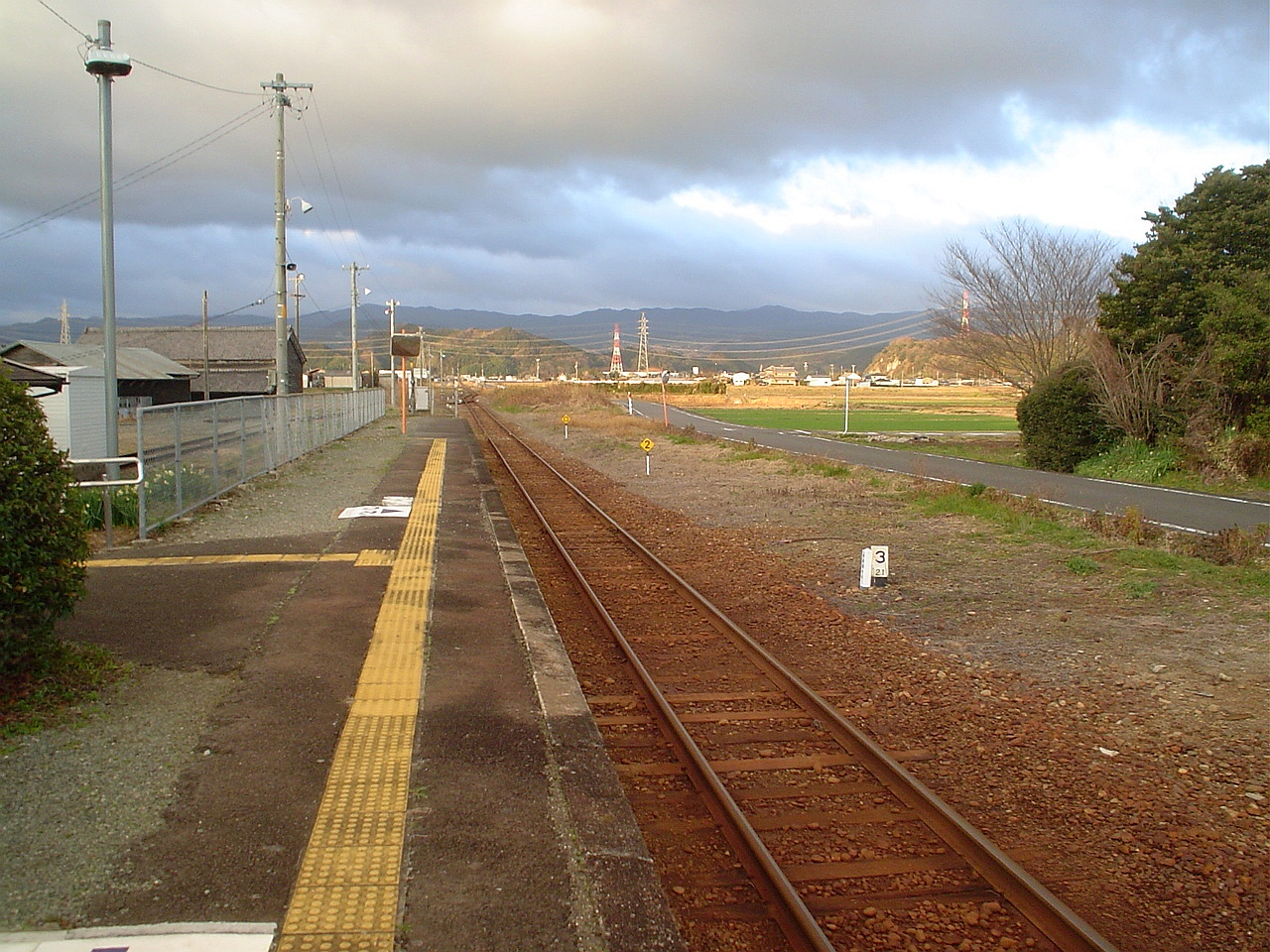
伊勢奥津方面（2009年2月）

## 利用状況
「三重県統計書」によると、近年の1日平均乗車人員の推移は以下の通り。
| 年度   | 1日平均 乗車人員 |
| ------ | ---------------- |
| 1998年 | 27               |
| 1999年 | 24               |
| 2000年 | 22               |
| 2001年 | 23               |
| 2002年 | 21               |
| 2003年 | 19               |
| 2004年 | 16               |
| 2005年 | 14               |
| 2006年 | 18               |
| 2007年 | 19               |
| 2008年 | 19               |
| 2009年 | 14               |
| 2010年 | 15               |
| 2011年 | 15               |
| 2012年 | 16               |
| 2013年 | 15               |
| 2014年 | 12               |
| 2015年 | 14               |
| 2016年 | 15               |
| 2017年 | 13               |
| 2018年 | 12               |
| 2019年 | 11               |

## 駅周辺
- 白山川口郵便局：南西に900m。
- 津市立川口小学校：1つ隣の関ノ宮駅とのほぼ中間（当駅から約1.1km）に所在する。
- 榊原温泉：枕草子にもその名が見える名湯。
- 白山ビレッジゴルフクラブ
- 近畿日本鉄道大三駅：北に約2.5km。車で10分、徒歩で30分程度。

## バス路線
- 三重交通
  - 12系統：竹原行
  - 12系統：久居駅行

## 隣の駅
東海旅客鉄道（JR東海）
■名松線
伊勢大井駅 - 伊勢川口駅 - 関ノ宮駅

### かつて存在した路線
中勢鉄道
鉄道線
広瀬駅 - 伊勢川口駅